# 沉睡的吉普赛人
《沉睡的吉普賽人》，是法国朴素派画家亨利·卢梭于1897年创作的一幅著名油画。油画描绘了在沙漠的黑夜中，一位皮肤黝黑的吉普赛艺人在睡眠。衣着艳丽的艺人身边整齐地摆放着她的乐器，而一头狮子则走近她身旁。

## 歷史
盧梭首先在第13屆獨立藝術家協會展出這幅畫，並試圖將其出售給家鄉拉瓦勒的市長，然而未能成功。相反該一幅畫作成了一位巴黎木炭商人的私人收藏，直到1924年才被藝術評論家路易·沃克塞爾發現。1924 年，巴黎著名藝術經銷商丹尼爾-亨利·卡恩韋勒 (Daniel-Henry Kahnweiler)購買了該幅畫，儘管這幅畫曾因是否為贗品而引起了爭議。但最終轉手給予藝術史學家小阿爾弗雷德·H·巴爾 (Alfred H. Barr Jr.)後，現在則於紐約現代藝術博物館永久性展示。

## 在流行文化中
- 該作品的印刷品曾出現在電影《公寓春光》（1960 年）中。
- 這幅畫為詩歌和音樂提供了靈感，並被各種藝術家修改和模仿，通常用狗或其他動物代替獅子。在《辛普森一家》的劇集《媽媽與波普藝術》（1999 年）中曾出現旗致敬畫面。
- 《我是傳奇》（2007），這幅作品中出現在羅伯特·內維爾博士的房子裡。
- 這幅畫曾在安吉拉·卡特的《新夜的激情》中被引用
- 這幅畫在威廉·萨洛扬的《特蕾西的老虎》(Tracy's Tiger) 中有所引用。(1951)

## 外部連結
- 沉睡的吉普賽人 （页面存档备份，存于） 現代藝術博物館
- 沉睡的吉普賽人現代藝術博物館 研究
- The Sleeping Gypsy-an artists Interpretation 沉睡的吉普賽人 （页面存档备份，存于）藝術家解讀